# Tour de Flandes 2019
La 103.ª edición de la clásica ciclista Tour de Flandes (nombre oficial en neerlandés y francés: Ronde van Vlaanderen / Tour des Flandres) fue una carrera en Bélgica que se celebró el 7 de abril de 2019 con inicio en la ciudad de Amberes y final en la ciudad de Oudenaarde sobre un recorrido de 270 kilómetros.
La carrera formó parte del UCI WorldTour 2019, calendario ciclístico de máximo nivel mundial, siendo la decimocuarta carrera de dicho circuito. El vencedor fue el italiano Alberto Bettiol del EF Education First seguido del danés Kasper Asgreen del Deceuninck-Quick Step y el noruego Alexander Kristoff del UAE Emirates.

## Recorrido
El Tour de Flandes dispuso de un recorrido total de 270 kilómetros con 17 muros, algunos de ellos con zonas adoquinadas donde se destaca el muro del Taaienberg, Paterberg, Oude Kwaremont, y 5 tramos llanos de pavé, con salida en la ciudad de Amberes y llegada en la ciudad de Oudenaarde, sin embargo, manteniendo su mismo recorrido, esta carrera forma parte del calendario de clásicas de adoquines.
| Muros  |                  |       |         |              |                     |                      |
| Número | Nombre           | km    | Tipo    | Longitud (m) | Pendiente media (%) | Pendiente máxima (%) |
| ------ | ---------------- | ----- | ------- | ------------ | ------------------- | -------------------- |
| 1      | Oude Kwaremont   | 119,5 | pavé    | 2200         | 4%                  | 11,6%                |
| 2      | Kortekeer        | 130   | asfalto | 1000         | 6,4%                | 17,1%                |
| 3      | Ladeuze          | 136,2 | asfalto | 1100         | 5,8%                | 12,2%                |
| 4      | Wolvenberg       | 139,9 | asfalto | 645          | 7,9%                | 17,3%                |
| 5      | Leberg           | 148,7 | asfalto | 950          | 4,2%                | 13,8%                |
| 6      | Berendries       | 152,7 | asfalto | 940          | 7%                  | 12,3%                |
| 7      | Tenbosse         | 160,3 | asfalto | 450          | 6,9%                | 8,7%                 |
| 8      | Kapelmuur        | 170,6 | pavé    | 475          | 9,3%                | 19,8%                |
| 9      | Kanarieberg      | 198,2 | asfalto | 1000         | 7,7%                | 14%                  |
| 10     | Oude Kwaremont   | 214,1 | pavé    | 2200         | 4%                  | 11,6%                |
| 11     | Paterberg        | 217,5 | pavé    | 360          | 12,9%               | 20,3%                |
| 12     | Koppenberg       | 224,2 | pavé    | 600          | 11,6%               | 22%                  |
| 13     | Steenbeekdries   | 229,6 | pavé    | 700          | 5,3%                | 6,7%                 |
| 14     | Taaienberg       | 232   | pavé    | 530          | 6,6%                | 15,8%                |
| 15     | Kruisberg-Hotond | 243,3 | pavé    | 2500         | 5%                  | 9%                   |
| 16     | Oude Kwaremont   | 253,2 | pavé    | 2200         | 4%                  | 11,6%                |
| 17     | Paterberg        | 256,6 | pavé    | 360          | 12,9%               | 20,3%                |

| Tramos de pavé |                  |       |              |
| Número         | Nombre           | km    | Longitud (m) |
| -------------- | ---------------- | ----- | ------------ |
| 1              | Lippenhovestraat | 87,3  | 1300         |
| 2              | Paddestraat      | 88,4  | 1500         |
| 3              | Holleweg         | 140   | 1500         |
| 4              | Haaghoek         | 145,7 | 2000         |
| 5              | Mariaborrestraat | 228,2 | 2000         |

## Equipos participantes
Tomaron parte en la carrera 25 equipos: 17 de categoría UCI WorldTeam; y 8 de categoría Profesional Continental. Formando así un pelotón de 175 ciclistas de los que acabaron 125. Los equipos participantes fueron:
| WorldTeams (18)- AG2R La Mondiale - Astana - Bahrain-Merida - Bora-hansgrohe - CCC Team - Deceuninck-Quick Step - Dimension Data - EF Education First - Groupama-FDJ - Team Jumbo-Visma - Lotto Soudal - Mitchelton-Scott - Movistar Team - Katusha-Alpecin - Sky - Team Sunweb - Trek-Segafredo - UAE Team Emirates Equipos continentales profesionales (7)- Direct Énergie - Cofidis, Solutions Crédits - Corendon-Circus - Wanty-Groupe Gobert - Roompot-Charles - Vital Concept-B&B Hotels - Sport Vlaanderen-Baloise |
| |

## Clasificaciones finales
- Las clasificaciones finalizaron de la siguiente forma:[4]

### Clasificación general
| \| Clasificación general \| Clasificación general \| Clasificación general \| Clasificación general \| Clasificación general \| \| Ciclista \| Ciclista \| Equipo \| Tiempo \| \| \| --------------------- \| --------------------- \| ------------------------ \| --------------------- \| --------------------- \| \| 1.º \| Alberto Bettiol \| EF Education First \| 6 h 18 min 49 s \| \| \| 2.º \| Kasper Asgreen \| Deceuninck-Quick Step \| + 14 s \| \| \| 3.º \| Alexander Kristoff \| UAE Team Emirates \| + 17 s \| \| \| 4.º \| Mathieu van der Poel \| Corendon-Circus \| + 17 s \| \| \| 5.º \| Nils Politt \| Katusha-Alpecin \| + 17 s \| \| \| 6.º \| Michael Matthews \| Team Sunweb \| + 17 s \| \| \| 7.º \| Oliver Naesen \| AG2R La Mondiale \| + 17 s \| \| \| 8.º \| Alejandro Valverde \| Movistar Team \| + 17 s \| \| \| 9.º \| Tiesj Benoot \| Lotto-Soudal \| + 17 s \| \| \| 10.º \| Greg Van Avermaet \| CCC Team \| + 17 s \| \| \| 11.º \| Peter Sagan \| Bora-Hansgrohe \| + 17 s \| \| \| 12.º \| Jens Keukeleire \| Lotto-Soudal \| + 17 s \| \| \| 13.º \| Dries Van Gestel \| Sport Vlaanderen-Baloise \| + 17 s \| \| \| 14.º \| Wout van Aert \| Team Jumbo-Visma \| + 17 s \| \| \| 15.º \| Sebastian Langeveld \| EF Education First \| + 17 s \| \| \| 16.º \| Bob Jungels \| Deceuninck-Quick Step \| + 17 s \| \| \| 17.º \| Yves Lampaert \| Deceuninck-Quick Step \| + 17 s \| \| \| 18.º \| Dylan van Baarle \| Team Sky \| + 24 s \| \| \| 19.º \| Jasper Stuyven \| Trek-Segafredo \| + 1 min 19 s \| \| \| 20.º \| Stijn Vandenbergh \| AG2R La Mondiale \| + 1 min 58 s \| \| |                      |                          |                 |
| |                      |                          |                 |
| Fuente: ProCyclingStats |                      |                          |                 |
| Clasificación general |                      |                          |                 |
| Ciclista | Ciclista             | Equipo                   | Tiempo          |
| 1.º | Alberto Bettiol      | EF Education First       | 6 h 18 min 49 s |
| 2.º | Kasper Asgreen       | Deceuninck-Quick Step    | + 14 s          |
| 3.º | Alexander Kristoff   | UAE Team Emirates        | + 17 s          |
| 4.º | Mathieu van der Poel | Corendon-Circus          | + 17 s          |
| 5.º | Nils Politt          | Katusha-Alpecin          | + 17 s          |
| 6.º | Michael Matthews     | Team Sunweb              | + 17 s          |
| 7.º | Oliver Naesen        | AG2R La Mondiale         | + 17 s          |
| 8.º | Alejandro Valverde   | Movistar Team            | + 17 s          |
| 9.º | Tiesj Benoot         | Lotto-Soudal             | + 17 s          |
| 10.º | Greg Van Avermaet    | CCC Team                 | + 17 s          |
| 11.º | Peter Sagan          | Bora-Hansgrohe           | + 17 s          |
| 12.º | Jens Keukeleire      | Lotto-Soudal             | + 17 s          |
| 13.º | Dries Van Gestel     | Sport Vlaanderen-Baloise | + 17 s          |
| 14.º | Wout van Aert        | Team Jumbo-Visma         | + 17 s          |
| 15.º | Sebastian Langeveld  | EF Education First       | + 17 s          |
| 16.º | Bob Jungels          | Deceuninck-Quick Step    | + 17 s          |
| 17.º | Yves Lampaert        | Deceuninck-Quick Step    | + 17 s          |
| 18.º | Dylan van Baarle     | Team Sky                 | + 24 s          |
| 19.º | Jasper Stuyven       | Trek-Segafredo           | + 1 min 19 s    |
| 20.º | Stijn Vandenbergh    | AG2R La Mondiale         | + 1 min 58 s    |

## Ciclistas participantes y posiciones finales
Convenciones:
- AB-N: Abandono en la etapa N
- FLT-N: Retiro por llegada fuera del límite de tiempo en la etapa N
- NTS-N: No tomó la salida para la etapa N
- DES-N: Descalificado o expulsado en la etapa N

## UCI World Ranking
El Tour de Flandes otorgó puntos para el UCI World Ranking para corredores de los equipos en las categorías UCI WorldTeam, Profesional Continental y Equipos Continentales. Las siguientes tablas son el baremo de puntuación y los 10 corredores que obtuvieron más puntos:
| Posición   | 1.º | 2.º | 3.º | 4.º | 5.º | 6.º | 7.º | 8.º | 9.º | 10.º | 11.º | 12.º | 13.º | 14.º | 15.º | 16.º-20.º | 21.º-30.º | 31.º-50.º | 51.º-55.º | 56.º-60.º |
| Puntuación | 500 | 400 | 325 | 275 | 225 | 175 | 150 | 125 | 100 | 85   | 70   | 60   | 50   | 40   | 35   | 30        | 20        | 10        | 5         | 3         |

| Clasificación |                      |                       |        |
| Ciclista      | Ciclista             | Equipo                | Puntos |
| ------------- | -------------------- | --------------------- | ------ |
| 1.º           | Alberto Bettiol      | EF Education First    | 500    |
| 2.º           | Kasper Asgreen       | Deceuninck-Quick Step | 400    |
| 3.º           | Alexander Kristoff   | UAE Emirates          | 325    |
| 4.º           | Mathieu van der Poel | Corendon-Circus       | 275    |
| 5.º           | Nils Politt          | Katusha-Alpecin       | 225    |
| 6.º           | Michael Matthews     | Sunweb                | 175    |
| 7.º           | Oliver Naesen        | AG2R La Mondiale      | 150    |
| 8.º           | Alejandro Valverde   | Movistar              | 125    |
| 9.º           | Tiesj Benoot         | Lotto Soudal          | 100    |
| 10.º          | Greg Van Avermaet    | CCC                   | 85     |